# Margarete Elzer
Margarete Anna Elisabeth Elzer (geboren am 19. Oktober 1889 in Halle (Saale); gestorben am 26. August 1966 in Tegernsee) war eine deutsche Verfasserin von Unterhaltungsromanen.

## Leben

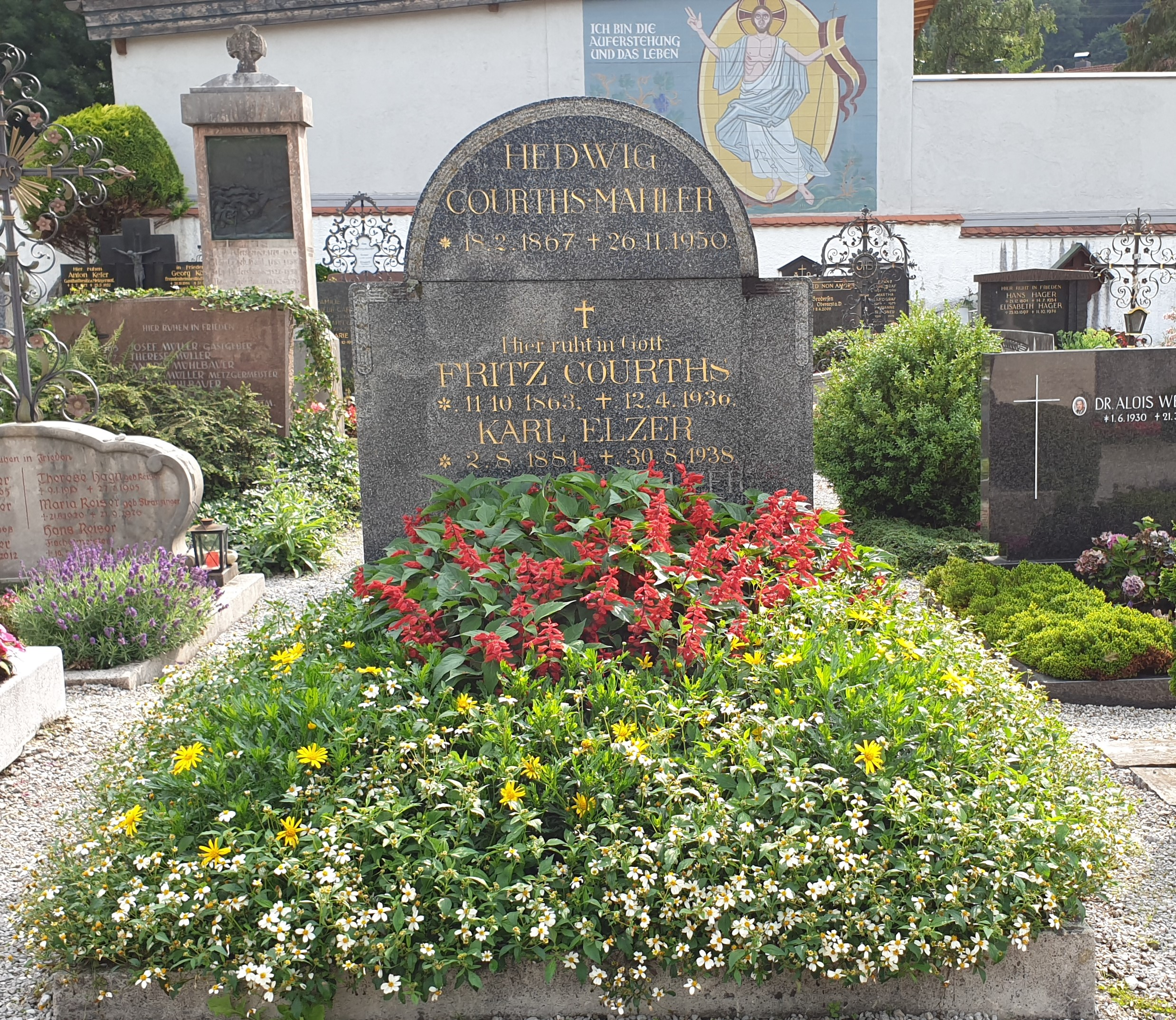
Grabstätte Margarete Elzer, Tegernsee

Elzer war eine Tochter von Hedwig Courths-Mahler. Wie ihre Schwester Friede Stein, die unter dem Pseudonym Friede Birkner (1891–1985) publizierte, verfasste Elzer Unterhaltungsromane für Frauen nach dem bewährten Rezept der Mutter. Zwischen 1921 und 1953 veröffentlichte Elzer 54 Romane, in denen sie traditionelle Weiblichkeitsvorstellungen transportierte und die gekennzeichnet waren durch triviale Sprachklischees, krasse Schwarz-Weiß-Zeichnung der Charaktere, das Aussparen gesellschaftlicher Probleme und die stereotype Auflösung sozialer Konflikte. 
Sie war eine begehrte Autorin von Leihbüchereiromanen. Besonders in der Zeit des Nationalsozialismus waren ihre Bücher sehr verbreitet. 
Sie war mit dem Schauspieler Karl Elzer verheiratet.
Margarete Elzer wurde im Familiengrab auf dem Friedhof Tegernsee beerdigt.

## Werke (Auswahl)
- Die Fahrt ins Glück. Leipzig 1923
- Käthe Gernsbachs Ehe. Leipzig 1926.
- Ännes Bekehrung. Leipzig 1928.
- Schicksalsstunden. Leipzig 1929.
- Hanna Dürens Bewährungsfrist. Leipzig 1930.
- Lockruf der Ferne. Leipzig 1930.
- Die blonde Dulderin. Leipzig 1932.
- Er soll dein Herr sein. Leipzig 1932.
- Nelly, denk an mich! Leipzig 1934.
- Der Mann ihres Herzens. Reutlingen 1935.